# Доктор Ху (2. серијал)
Други серијал британског научнофантастичног програма Доктор Ху је почео 25. децембра 2005. божићним специјалом „Божићна инвазија”. Након специјала, емитован је редовни серијал од тринаест епизода почевши од епизоде „Нова Земља” 15. априла 2006. године. Поред тога, произведене су две кратке специјалне епизоде − специјал „За децу у невољи” и интерактивна епизода, као и 13 ТАРДИС-ода. Ово је други серијал оживљавања серије, а укупно двадесет осма сезона.
Ово је први серијал који приказује Дејвида Тенанта као десету инкарнацију Доктора, ванземаљског Господара времена који путује кроз време и простор у свом ТАРДИС-у који споља изгледа као британска полицијска кутија. Наставља да путује са својом сапутницом Роуз Тајлер (Били Пајпер) са којом се све више везује. Они такође накратко путују са Роузиним дечком Микијем Смитом (Ноел Кларк), а Камил Кодури понавља своју улогу Роузине мајке Џеки. Серијал је повезан лабавим луком приче који се састоји од понављајуће речи „Торчвуд”. Ово је уједно и први серијал коме је претходио божићни специјал који је наручен да би се видело како би серија могла да прође за Божић. Успех „Божићне инвазије” довео је до тога да божићни специјал постане годишњи обичај серије.

## Улоге

### Главне
- Дејвид Тенант као Десети Доктор
- Били Пајпер као Роуз Тајлер

### Епизодне
- Камил Кодури као Џеки Тајлер
- Ноел Кларк као Мики Смит

### Гостујуће
- Елизабет Слејден као Сара Џејн Смит (епизода 3)
- Џон Лисон као К9 (епизода 3)
- Кетрин Тејт као Дона Нобл (епизода 13)

## Епизоде
| Специјал |    |                     |               |                 |                    |      |      |
| 14 | —  | „Божићна инвазија”  | Џејмс Хос     | Расел Т. Дејвис | 25. децембар 2005. | 2Х   | 9,84 |
| Роуз Тајлер и тек регенерисани Десети Доктор враћају се у стан њене мајке Џеки где га Роуз, Џеки и Роузин бивши дечко Мики Смит носе унутра да се опорави. Док су били у куповини, Роуз и Микија нападају Деда Мраз роботи. Доктор теоретише да их је енергија из његове регенерације привукла овамо. Вођа Сикоракса прети премијерки Харијет Џоунс да им преда половину земаљске популације као робове. Харијет покушава да преговара и телепортује се на њихов брод. Роуз, Мики и Џеки вуку Доктора на ТАРДИС, али Сикоракси откривају ТАРДИС и пребацује га на свој брод, са Роуз, Микијем и Доктором унутра. Пошто се Доктор потпуно опоравио, он изазива вођу Сикоракса на борбу мачевима за будућност Земље у којој на крају побеђује. Међутим, Харијет Џоунс, која је позвала Торчвуд у вези са тим, против Докторове жеље уништава брод Сикоракса. |    |                     |               |                 |                    |      |      |
| Серијал |    |                     |               |                 |                    |      |      |
| 15 | 1  | „Нова Земља”        | Џејмс Хос     | Расел Т. Дејвис | 15. април 2006.    | 2.1  | 8,62 |
| Доктор и Роуз одлазе на Нову Земљу, планету коју је човечанство населило након што је Земљу уништило Сунце. Одлазе у луксузну болницу у Њујорку, где Роуз поново среће негативку Касандру. Касандра запоседа Роузино тело јер јој је потребно. Доктор и Касандра откривају да се у болници налазе стотине вештачки узгојених људи који су заражени болестима како би сестре обиља могле да пронађу лекове за њих. Касандра ослобађа неколико људи као диверзију, али они ослобађају друге и почињу да нападају попут зомбија. Доктор прска заражене људе интравенским раствором користећи дезинфекциони туш, лечећи их. Доктор наређује Касандри да изађе из Роуз и она преноси своју свест на свог слугу Чипа, али његово клонирано тело пропада и Касандра прихвата своју смрт. |    |                     |               |                 |                    |      |      |
| 16 | 2  | „Зуб и канџа”       | Еврос Лин     | Расел Т. Дејвис | 22. април 2006.    | 2.2  | 9,24 |
| Доктор и Роуз одлазе у Шкотску 1879. године, где их краљица Викторија позива на имање Торчвуд. Њима непознато, имање је заузела група монаха који су довели вукодлака у нади да ће заразити краљицу Викторију и успоставити „Царство вука”. Доктор примећује замку и покушава да заштити себе, Викторију и Роуз од вукодлака. Сазнаје да је имање дизајнирано као замка за вукодлака јер садржи велики телескоп који, са Викторијиним дијамантом Кох-и-Нур и пуном месечином, може да убије вукодлака. Иако је спасавају, краљица Викторија је узнемирена модерним ексцентричностима Доктора и Роуз и оснива институт Торчвуд да брани Британију од даљих напада ванземаљаца. |    |                     |               |                 |                    |      |      |
| 17 | 3  | „Школски сусрет”    | Џејмс Хос     | Тоби Вајтхаус   | 29. април 2006.    | 2.3  | 8,31 |
| Доктор ради на тајном задатку као наставник у школи за коју Мики верује да је сумњива. Роуз, која ради као куварица у мензи, примећује да помфрит има негативан ефекат на остале чланове кухињског особља, док Доктор запажа да помфрит чини ученике интелигентнијим. Успех директора господина Финча изазвао је пажњу медија. Истраживачка новинарка и Докторова бивша сапутница Сара Џејн Смит стиже у школу и открива ТАРДИС. Она и њен роботски пас К9 придружују се Доктору, Роуз и Микију и откривају да су учитељи заправо Крилитани и да је помфрит обложен уљем Крилитана, намењеном да деца буду довољно паметна да могу да декодирају „Скасис парадигму”, теорију свега која ће Крилитанима дати потпуну контролу над временом и простором. Доктор одбија да се придружи Крилитанима и евакуише децу, након чега К9 детонира контејнер са уљем за помфрит које уништава Крилитане, школу и К9. Сара Џејн одбија Докторову понуду да путује са њим и предлаже Микију да то учини уместо ње, а Доктор јој даје потпуно нови модел К9.           |    |                     |               |                 |                    |      |      |
| 18 | 4  | „Девојка у камину”  | Еврос Лин     | Стивен Мофат    | 6. мај 2006.       | 2.4  | 7,90 |
| Доктор, Роуз и Мики стижу на напуштени свемирски брод који садржи неколико „временских прозора” у живот мадам Помпадур, познате као „Ренет”. Доктор први пут улази у њену спаваћу собу у Паризу кроз камин из 18. века када јој је било седам година и спасава је од човека са сатом који се сакрио испод њеног кревета. На броду, Доктор и његови сапутници откривају више временских прозора у Ренетин живот у Версају током 18. века и виде да дроиди са сатним механизмом настављају да је вребају, али је не сматрају „потпуном”. Доктор открива да су дроиди убили људску посаду брода и рециклирали неке од њихових органа за употребу на броду, али је и даље потребан Ренетин мозак да би био потпуно функционалан. Мозак мора имати 37 година, што је старост брода; брод је заправо назван по мадам Помпадоур. Доктор успева да стигне у неком тренутку после њеног 37. рођендана и спаси је од дроида, који су се угасили јер немају начина да се врате на свој брод.                                                                        |    |                     |               |                 |                    |      |      |
| 19 | 5  | „Успон Киберљуди”   | Грејем Харпер | Том Мекреј      | 13. мај 2006.      | 2.5  | 9,22 |
| Проблем доводи до тога да Доктор, Роуз и Мики стигну у паралелни универзум, без начина да се врате кући 24 сата. У паралелном универзуму, већина човечанства носи слушалице који уносе информације директно у мозак корисника, а Роузин отац Пит је још увек жив. је дизајнирао Џон Лумик који покушава да им да „надоградњу” која ће на крају људе претворити у Киберљуде. Иако није добио дозволу за то, отима и преображава бројне бескућнике. Микија замењују за Рикија из паралелног универзума и отима га Џејк Симондс, члан банде познате као „Проповедници” који су свесни опасности од слушалица. Киберљуди почињу да нападају на Џекиној рођенданској забави у паралелном универзуму на којој се Доктор и Роуз представљају као конобари. Они, заједно са Питом, беже и налете на Микија и Проповеднике, али Киберљуди им се приближавају. |    |                     |               |                 |                    |      |      |
| 20 | 6  | „Челично доба”      | Грејем Харпер | Том Мекреј      | 20. мај 2006.      | 2.6  | 7,63 |
| Побегавши од Киберљуди, група одлази у електрану Бетерси, где Лумик користи предајник да контролише лондонско становнишво које носи и шаље их да буду претворени у Киберљуде. На путу, Рикија убијају Киберљуди. Група се дели на три дела да би зауставила конверзију. На крају је госпођа Мур убијена, а Доктора, Роуз и Пита заробили су Киберљуди и одвели Лумику који је постао Кибер контролор. Мики и Џејк онемогућавају предајник на цепелину, ослобађајући људе који нису били преобраћени. Мики хакује Лумикову базу података како би пронашао код за отказивање емоционалног инхибитора сваког Киберчовека и шаље га на Роузин телефон. Доктор укључује телефон у рачунарске системе који мењају сигнал и изазивају очај код Киберљуди. Они беже на цепелину из фабрике која експлодира и Пит пресеца мердевине по којима се Лумик пење, шаљући га у смрт. Мики одлучује да остане и помогне да се поправи паралелни универзум са Џејком и да се брине о Рикијевој баки, пошто разуме да Роуз више воли Доктора.                              |    |                     |               |                 |                    |      |      |
| 21 | 7  | „Идиотов фењер”     | Еврос Лин     | Марк Гетис      | 27. мај 2006.      | 2.7  | 6,76 |
| Доктор и Роуз слећу у Лондон 1953. на дан пре крунисања краљице Елизабете II. Доктор се спријатељи са тинејџером Томијем Конолијем чија је бака скривена јер нема црте лица и нема мождану активност, што је феномен уобичајен код оних који су купили телевизоре који се јефтино продају за крунисање од Magpie Electricals-а, чији је власник господин Мегпај. Роуз, истражујући продавницу, открива да је господин Мегпај под утицајем ентитета познатог као „Жица”, бегунца који се претворио у електричну форму и користи телевизоре надајући се да ће током предстојећег крунисања да конзумира довољно умова да би поново изградио своје тело. Узима и Роузино лице. Откривши ово, Доктор је огорчен и осујећује план Жице са уређајем који је направио, а они чији су умови и лица били уништени бивају враћени и Лондон да безбедно да гледају крунисање. |    |                     |               |                 |                    |      |      |
| 22 | 8  | „Немогућа планета”  | Џејмс Стронг  | Мет Џоунс       | 3. јун 2006.       | 2.8  | 6,32 |
| Доктор и Роуз стижу у базу на планети која необјашњиво кружи око црне рупе. Посаду базе која је тамо у експедицији да буши до средишта планете предводи капетан Закари Крос Флејн. Њима служи род ванземаљаца познатих као Удови. Земљотрес погађа планету, узрокујући да неколико делова базе, укључујући и ону где је био ТАРДИС, падне у планету. Док се бушилица приближава центру планете, Удови почињу да предвиђају буђење „Звери” која запоседа археолога Тобија Зеда, а касније и Удове. Бушење се завршава, а Доктор нуди да оде са Ајдом Скот у дубине планете где откривају диск са нечитљивим ознакама какве су пронађене на бази и на лицу поседнутог Тобија. Доктор верује да су диск врата, а док она почиње да се отварају, поседнути Тоби говори Роуз да је планета почела да пада у црну рупу и глас Звери објављује да је слободан. |    |                     |               |                 |                    |      |      |
| 23 | 9  | „Сотонина јама”     | Џејмс Стронг  | Мет Џоунс       | 10. јун 2006.      | 2.9  | 6,08 |
| Ајда и Доктор истражују врата, а Роуз и остали чланови екипе сведоче како нека сила напушта Тобијево тело и претпостављају да он више није поседнут. Доктор се спушта у мрачну јаму и Звер му говори, откривајући да је оно оличење зла неколико религија и да је запечаћен унутар планете, али покушава да побегне. Доктору је понестало ужета и верује да може да преживи пад и откачиње се, а вест о томе узнемирује Роуз. Већина посаде и Роуз беже од Удова, након чега се укрцавају и лансирају на ракети за бекство. Доктор открива да је преживео пад и проналази физички облик Звери. Доктор схвата да је свест успела да му побегне. Имајући веру у Роуз, Доктор чини оно што је потребно да Звер и планета падну у црну рупу, али како је свест Звери унутар Тобија, ракета почиње да се креће ка црној рупи. Роуз то схвата и ослобађа Тобија из ракете, а Доктор проналази ТАРДИС у јами и користи га да спасе Роуз. |    |                     |               |                 |                    |      |      |
| 24 | 10 | „Љубав и чудовишта” | Ден Заф       | Расел Т. Дејвис | 17. јун 2006.      | 2.10 | 6,66 |
| Елтон Поуп, Урсула и још три члана који су имали сусрете са Доктором, формирају групу под називом ЛИНДА да разговарају о овим сусретима, али њихови састанци убрзо постају друштвенији. Једног дана човек познат као Виктор Кенеди прекида један од састанака групе и оснажује ЛИНДИНУ намеру да пронађе Доктора. Касније, два члана групе мистериозно нестају, а једног дана се Урсула и Елтон враћају у салу за састанке да би узели Урсулин телефон. Тамо се Кенеди открива као Абзорбалоф који је апсорбовао остала три члана ЛИНДЕ. Урсула сусреће исту судбину и Абзорбалоф сатера Елтона у ћошак, али се појављује ТАРДИС и Доктор открива да је Абзорбалофов штап генератор поља и Елтон га ломи, уништавајући створење. Доктор успева да сачува Урсулу у бетонској плочи, коју Елтон носи кући. |    |                     |               |                 |                    |      |      |
| 25 | 11 | „Плаши је се”       | Еврос Лин     | Метју Грејем    | 24. јун 2006.      | 2.11 | 7,14 |
| Доктор и Роуз стижу у лондонски кварт непосредно пре почетка Олимпијских игара 2012. године. Деца у том крају нестају и Доктор и Роуз откривају да је разлог томе дванаестогодишња девојчица по имену Клои Вебер, која може да изазове нестанак људи цртајући их. Доктор открива да је опседнута Исолусом, ванземаљским обликом живота који се срушио на Земљу и успео је да се повеже са Клоином усамљеношћу. Да би Исолус напустио Клоино тело, морају да пронађу Исолусову махуну и напуне је; Роуз је проналази под управо проливеним катраном на улици и успева да је напоји бацајући је на олимпијску бакљу која пролази кроз улицу, дајући махуни топлоту и емоционалну снагу. Како се нестала деца поново појављују, демонски цртеж Клоиног насилног и преминулог оца оживљава, али Клоина мајка смирује Клоин страх. Исолус мирно напушта Клоино тело. |    |                     |               |                 |                    |      |      |
| 26 | 12 | „Војска духова”     | Грејем Харпер | Расел Т. Дејвис | 1. јул 2006.       | 2.12 | 8,19 |
| Доктор и Роуз посећују Џеки и сазнају да Земља већ неколико месеци посећују силуете које се појављују у одређено време сваког дана широм света. Јавност их је прихватила као духове. Међутим, Доктор мисли да су то утисци нечега што се пробија у универзум и прати извор до седишта тајне организације познате као Торчвуд, скривене у Кенари Ворфу. Директорка Торчвуда, Ивон Хартман, открива да су духови исход пробоја у универзуму у који је настао путем сферног „брода празнине” који се чува у Торчвуду. Троје запослених у Торчвуду су обмањени да отворе пробој који се квари и узрокује да се милиони духова појављују широм света и прелазе у свој прави облик Киберљуди из паралелног универзума. Међутим, Киберљуди су само пратили брод празнине кроз пробој, а откривено је да брод садржи четири Далека. |    |                     |               |                 |                    |      |      |
| 27 | 13 | „Судњи дан”         | Грејем Харпер | Расел Т. Дејвис | 8. јул 2006.       | 2.13 | 8,22 |
| Четири Далека, касније идентификовани као Култ Скара, донели су уређај познат као Ковчег Постања кроз пробој и објавили рат Киберљудима и две врсте почињу да се боре широм света. У међувремену, Доктор је открио да су Џејк Симондс, Пит Тајлер и Мики – који се маскирао у службеника Торчвуда и који је са Роуз и Далецима – успели да путују између универзума. Култ Скара одржава Роуз и Микија у животу јер би они, будући да су путници кроз време, активирали Ковчег Постања за који Далеци нису способни јер је украдена технологија Господара времена. Доктор планира да отвори пробој који ће повући свакога ко је прешао празнину, укључујући Далеке, Киберљуде и Роузину породицу, а затим затворити пробој. Роуз одбија да остане у паралелном универзуму и остаје да помогне Доктору, али не успева да се задржи и остаје заробљена у паралелном универзуму. Доктор је успео да пренесе своју слику кроз један од последњих пробоја, а њих двоје се опраштају у сузама пре него што се тајанствена жена у венчаници појавила у ТАРДИС-у. |    |                     |               |                 |                    |      |      |

### Додатне епизоде
Снимљене су и две мини епизоде: Доктор Ху: За децу у невољи је произведена 2005. за добротворну организацију Деца у невољи, а интерактивна епизода „Напад Граскеа” снимљена је за дигиталну телевизију након емитовања „Божићне инвазије”. Произведено је и 13 ТАРДИС-ода које служе као преднаставци за сваку епизоду. Све епизоде су снимљене у оквиру продукцијског циклуса другог серијала.
| Бр. еп. | Наслов                        | Редитељ   | Сценариста      | Премијера                                        | Прод. код | Гледаност у Британији (милиони) |
| --- | ----------------------------- | --------- | --------------- | ------------------------------------------------ | --------- | ------------------------------- |
| 1 | „Доктор Ху: За децу у невољи” | Еврос Лин | Расел Т. Дејвис | 18. новембар 2005.                               | CIN       | 10,8                            |
| Доктор се управо регенерисао, али да ли ће Роуз моћи да верује овом чудном новом доктору?                                  |                               |           |                 |                                                  |           |                                 |
| 2 | „Напад Граскеа”               | Ешли Веј  | Гарет Робертс   | 25. децембар 2005.                               | N/A       | N/A                             |
| Људски род је у опасности да буде замењен ванземаљцима (променама). Само Докторов пратилац (гледалац) може да их заустави. |                               |           |                 |                                                  |           |                                 |
| 3 | ТАРДИС-оде                    | Ешли Веј  | Гарет Робертс   | 1. април — 1. јул 2006. (пласирање на интернету) | N/A       | TBD                             |
| Низ једноминутних наставака сваке епизоде 2. серијала.                                                                     |                               |           |                 |                                                  |           |                                 |

## Избор глумаца

### Главна постава
Други серијал је био први Дејвида Тенанта у улози Доктора након што је изабран 28. априла 2005. године. Након његовог кратког појављивања у завршним тренуцима епизоде „Раздвајање путева” следећи пут је виђен у специјалу За децу у невољи емитованом 18. новембра 2005. године. Епизода „Божићна инвазија”, емитована месец дана касније, обележила је његову прву пуну епизоду.
Били Пајпер је наставила своју улогу сапутнице Роуз Тајлер у свом другом и последњем серијалу. Лик Ноела Кларка, Мики Смит, који се понављао током првог серијала, појавио се у неколико епизода.

### Гостујући глумци
Камил Кодури је наставила да гостује у серији као понављајући лик Џеки Тајлер. Шон Дингвол се вратио у неколико епизода као Пит Тајлер, док је Пенелопи Вилтон поновили своју улогу Харијет Џоунс у божићном специјалу. Елизабет Слејден се појавила у епизоди „Школски сусрет” у којој се вратила лику Саре Џејн Смит, сапутнице Трећег и Четвртог Доктора. Џон Лисон је такође укључен у ову епизоду као глас К9.
Међу осталим гостујућим звездама су били Адам Гарсија и Данијел Еванс у епизоди „Божићна инвазија”, Зои Ванамејкер, Шон Галагер, Ана Хоуп и Ађоа Андо у епизоди „Нова Земља”, Полин Колинс у епизоди „Зуб и канџа”, Ентони Хед у епизоди „Школски сусрет”, Софија Мајлс у епизоди „Девојка у камину”, Роџер Лојд-Пак, Ендру Хејден-Смит, Хелен Грифин и Дон Ворингтон у епизодама „Успон Киберљуди” и „Челично доба”, Морин Липмен, Џејми Форман, Рори Џенингс и Маргарет Џон у епизоди „Идиотов фењер”, Дени Веб, Шон Паркс, Клер Рашбрук и Вил Торп у епизодама „Немогућа планета” и „Сотонина јама”, Марк Ворен, Питер Хеј, Ширли Хендерсон, Сајмон Гринал, Моја Брејди и Кетрин Дрисдејл у епизоди „Љубав и чудовишта”, Нина Сосања у епизоди „Плаши је се”, Трејси-Ен Оберман, Раџи Џејмс, Барбара Виндзор, Дерек Акорах, Алистер Еплтон и Триша Годард у епизодама „Војска духова” и „Судњи дан” и Фрима Еџимен која је следеће године тумачила улогу Марте Џоунс.

## Продукција

### Развој
Након успеха уводне епизоде првог серијала, BBC је објавио да је Доктор Ху продужен и за други серијал, као и за божићни специјал 30. марта 2005. године. Снимање божићног специјала почело је 23. јула исте године, са продукцијом самог серијала која је почела 1. августа 2005. и завршила се 31. марта 2006. године.

### Писање
Нови сценаристи серије били су Тоби Вајтхаус, творац драме Нема анђела са Канала 4, Том Мекреј, творац серијала Миља у висину канала Sky One, Мет Џоунс, такође плодан уредник сценарија и продуцент, као и Метју Грејем, ко-творац BBC-ове научнофантастична серија Живот на Марсу. Претходни сценаристи Марк Гетис, Стивен Мофат и Расел Т. Дејвис дали су допринос серијалу, а Дејвис је наставио да буде главни сценариста и извршни продуцент. Стивен Фрај је требало да напише 11. епизоду, али је био приморан да се повуче јер није могао да заврши сценарио на време па је Расел Т. Дејвис унајмио Метјуа Грејема да напише епизоду „Плаши је се”. Фил Колинсон је продуцирао све епизоде, а Џули Гарднер је била извршна продуценткиња. Серију су режирали Џејмс Хос, Еврос Лин, Џејмс Стронг, Ден Зеф и Грејем Харпер који су режирали и епизоде првог серијала. Серија је првенствено смештена на Земљи (иако не толико колико први серијал) због трошкова стварања друге планете, каже Дејвис. Само две приче су смештене на другој планети.
Други серијал је обухватао лабави лук приче заснован на речи „Торчвуд” која се први пут појавила у епизоди „Зли вук” из 2005. године. Митологија Торчвуда је изграђена кроз читав серијал. У епизоди „Божићна инвазија” откривено је да је то тајна организација која поседује ванземаљску технологију, а њено оснивање је приказано у епизоди „Зуб и канџа”. Савремени Торчвуд коначно посећују Доктор и Роуз у епизодама „Војска духова” и „Судњи дан”, при чему се налази у лондонском Канари Варфу и случајно дозвољава најезду Киберљуди, а потом и Далека. Доктор и Роуз су насилно раздвојени овим догађајима који доводе до Роузиног заробљавања у паралелном универзуму.
Доктор и Роуз су посредно одговорни за своје раздвајање. Њихово уживање у догађајима из епизоде „Зуб и канџа” ужаснуло је краљицу Викторију и довело до оснивања Торчвуда. Више од једног века касније, глупи поступци института решавају се на рачун Докторовог и Роузиног сапутништва. „Намерно се то десило [надменост Доктора и Роуз]”, рекао је главни сценариста Расел Т. Дејвис, „и они су платили цену. Крај приче. Некако су они сами криви.”

### Музика
Мареј Голд се вратио да компонује музику за други серијал. Делове звучног записа извео је Народни оркестар BBC Велса, а дириговао је Бен Фостер, за разлику од првог серијала који се искључиво ослањао на оркестарске узорке.

## Емитовање
Други серијал је премијерно приказан 15. априла 2006. почевши од епизоде „Нова Земља”, а након 13 епизода је завршен 8. јула 2006. епизодом „Судњи дан”. Серијал Доктор Ху: Поверљиво се такође емитовао уз сваку епизоду серије, настављајући са претходним серијалом.
Упоредо са серијом снимљени су специјал „За децу у невољи” и интерактивна епизода под називом „Напад Граскеа”. Такође је произведена серијал од 13 ТАРДИС-ода. Ове мини-епизоде (приближно 60 секунди у дужини) служиле су као претходница за сваку наредну епизоду, а биле су доступне за преузимање на мобилне телефоне и гледане на званичном сајту Доктор Ху. ТАРДИС-оде су снимане са прекидима од 31. јануара до 8. априла 2006. године.

## Пријем
Други серијл добио је позитивне рецензије од критичара. Серијал има стопостотни рејтинг одобравања Rotten Tomatoes-a са просечном оценом 9/10 на основу седам рецензија критичара, при чему многи хвале завршницу „Судњи дан” као једну од најбољих епизода.
У чланку за WhatCulture, Сај Вајт је изјавила да сматра да серија има неколико лоших епизода. Вајтова је назвала епизоду „Плаши је се” најгором епизодом серијала, а епизоде „Војска духова” и „Судњи дан” најбољим. Док је епизоду „Плаши је се” котирала као најгору, Вајтова је рекла да је „једва прешла” десетопласирану епизоду „Љубав и чудовишта”. Вајтова је критиковала недоследну логику епизоде и лакоћу којом је Доктор ушао на Олимпијски стадион. Похвалила је завршницу серије „Војска духова”/„Судњи дан”, наводећи да је запрепашћена повратком Скаровог култа. Вајтова је описала повезаност епизода са епизодом „Челично доба”, а помињање Торчвуда као „сјајно”.
Едвард Клири из Screen Rant-а котирао је серијал на шесто место од тринаест, рекавши да, иако серија „благо посрће” након „поновног покретања серије”, хемија између Били Пајпер и Дејвида Тенанта је засенила проблеме, а Клири је описао њих двоје као један од најбољих двојаца у историји ове серије. Епизоде „Немогућа планета” и „Сотонина јама” назвао је једном од „најбољих дводелних епизода икада”.
Габријела Делгадо из CBR-а напоменула је да је серијал други по рејтингу на IMDb-у савремене серије Доктор Ху, тек иза четвртог серијала. Делгадова је хвалила епизоду „Судњи дан”, назвавши је „срцепарајућом” и „трагичном”. Крис Хесман из Looper-а сместио је серијал на девето место од петнаест, рекавши да је доказао да савремено оживљавање серије није случајност.